# 倫敦 (加利福尼亞州)
倫敦（英語：London）是位於美國加利福尼亞州圖萊里縣的一個人口普查指定地區。

## 地理
倫敦的座標為36°28′34″N 119°26′32″W / 36.47611°N 119.44222°W，而該地最高點為海拔高度91米（即299英尺）。

## 人口
根據2010年美國人口普查的數據，倫敦的面積為1.630平方千米，當中陸地面積為1.630平方千米，而水域面積為0.000平方千米。當地共有人口1869人，而人口密度為每平方千米1,146人。